# Erdbeben in Sichuan 2013

Provinz Sichuan mit der Stadt Ya’ans.

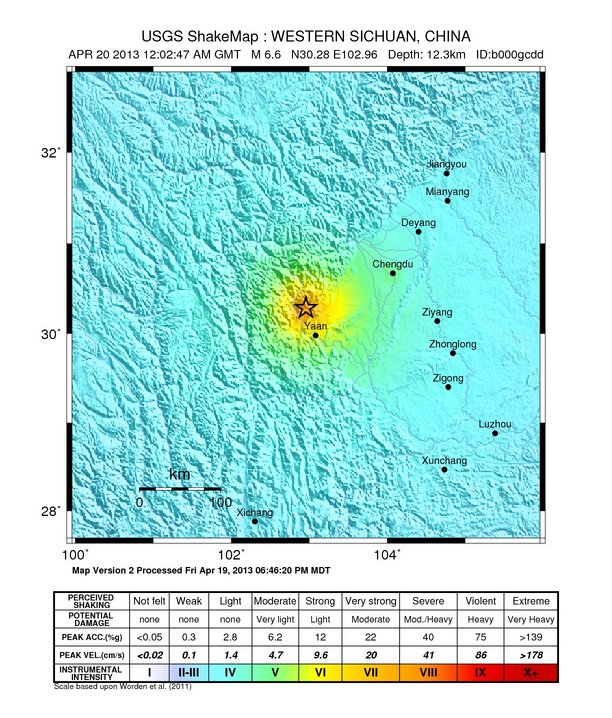
USGS-Karte über die Intensität des Erdbebens vom 20. April 2013.

Das Erdbeben in Sichuan 2013 war ein starkes Erdbeben in der chinesischen Provinz Sichuan nahe der Stadt Ya’an am 20. April 2013. Das Erdbeben hatte eine Stärke von 6,6, chinesische Erdbebendienste nannten eine Stärke von 7,0. Die Intensität des Erdbebens wurde mit VIII angegeben, daher kam es zu verheerenden Schäden. 217 Menschen starben, über 15.000 wurden verletzt. Es war das stärkste Beben in dieser Region seit dem Erdbeben in Sichuan 2008, damals starben 80.000 Menschen.